# Тейчи
Те́йчи (латыш. Teiču dabas rezervāts) — особо охраняемая природная территория (природный резерват), расположенная на востоке Латвии. Находится на территории Мадонского, Вараклянского и Крустпилсского краёв. Включает в себя территорию крупнейшего в стране верхового болота Тейчу (латыш. Teiču purvs). Болото также входит в сеть природоохранных зон Натура 2000 и совместно с болотом Лиелайс-Пелечарес (латыш. Lielais Pelečāres purvs) является водно-болотным угодьем международного значения, охраняемым Рамсарской конвенцией.

## История
Заповедник был создан 26 мая 1982 года для защиты болота Тейчи. Заповедник занимает площадь 19 779 га, из которых на долю болота приходится 13 681 га. В заболоченной местности выделяется 18 чистых водоёмов (озёр), также имеются возвышенные участки с твердой почвой.
Около 3729 га заповедника занимают леса. Тейчи является одной из крупнейших экосистем такого типа в Балтийском регионе, а само болото — одним из крупнейших в Латвии и Прибалтике (по данным администрации Мадонского края — крупнейшее).
Территория заповедника сохранилась практически нетронутой. Попытки его осушения предпринимались в начале XX века; в настоящее время дренажные канавы перекрываются, как человеком, так и животными для сохранения обводнения территории.
На одном из островов заповедника, Сиксала (Siksala), живёт небольшая группа староверов. Они принадлежат к этническим русским и оказались здесь в XVII веке, спасаясь от религиозных преследований.

## География
Эта природная территория наделена необычно высокой степенью защиты: строгий заповедник. Таких территорий в Латвии насчитывается всего четыре среди 683 особо охраняемых природных территорий. В соответствии со статусом в заповеднике запрещена практически любая хозяйственная деятельность, а его посещение ограничено. Начиная с 2004 года заповедник Тейчи входит в охранную европейскую сеть «Натура 2000».
В заповеднике выделено две зоны: с регулируемым доступом и ограниченным доступом. Последнюю зону разрешено посещать только в научных целях и с соответствующим обоснованием от организации. Доступ в остальную часть заповедника возможен в течение ограниченного времени в течение года, с 1 июня по 31 октября, при условии, что посетителей сопровождает официальный гид. В Крустпилсском крае на территории заповедника построена смотровая башня, доступ к которой свободный.

## Флора и фауна
На территории резервата зафиксировано произрастание 688 видов сосудистых растений, из них 37 внесены в Красную книгу страны и 6 видов растений упомянуты в Директиве по местообитаниям. Это репешок волосистый (Agrimonia pilosa), цинна широколистная (Cinna latifolia), башмачок настоящий (Cypripedium calceolus), лосняк Лёзеля (Liparis loeselii), прострел раскрытый (Pulsatilla patens) и ленец бесприцветничковый (Thesium ebracteatum). Известные мхи представлены 212 видами, из них 16 являются краснокнижными (очень редкими являются Sphagnum molle,
Splachnum sphaericum и Andreaea rupestris), а гаматокаулис глянцеватый (Hamatocaulis vernicosus) содержится в Директиве по местообитаниям.
Также резерват является важной средой обитания животных, включая беспозвоночных, и имеет международное значение как место пребывания перёлетных и оседлых птиц. Здесь можно обнаружить большинство представителей пернатых, населяющих латвийские болота, некоторых в большом количестве, например, журавлей и гусей.